# Interstate 82
De Interstate 82 (afgekort I-82) is een Interstate highway in het noordwesten van de Verenigde Staten. De snelweg vormt een diagonale oost-westroute tussen Ellensburg in Washington en Umatilla County in Oregon, alhoewel de route meer noord-zuid loopt dan oost-west. De weg is onderdeel van de route van Seattle tot Salt Lake City, via de Interstate 90 en de Interstate 84.

## Traject

### Interstate 82 inWashington
Het overgrote deel van de I-82 ligt in Washington, en begint als aftakking van de Interstate 90 in Ellensburg, halverwege Seattle en Spokane. Vanaf hier loopt de I-82 naar het zuiden, tot aan Yakima, waarna de snelweg naar het zuidoosten draait, en langs de  Tri-City area komt. Vanaf hier draait de I-82 weer pal naar het zuiden. De route in Washington is 213 kilometer lang.

### Interstate 82 inOregon
Een klein stukje van de route ligt in Oregon, vanaf de rivier de Columbia via Hermiston tot aan de Interstate 84, de snelweg van Portland tot aan Salt Lake City. De route in Oregon is 18 kilometer lang. 

## Lengte
| Staat      | km     | mijl   |  |
|            |        |        |  |
| Washington | 213,35 | 132,57 |  |
| Oregon     | 17,72  | 11,01  |  |
|            |        |        |  |
| Totaal     | 231,07 | 143,58 |  |

2 · 4 · 5 · 8 · 10 · 12 · 15 · 16 · 17 · 19 · 20 · 22 · 24 · 25 · 26 · 27 · 29 · 30 · 35 · 37 · 39 · 40 · 43 · 44 · 45 · 49 · 55 · 57 · 59 · 64 · 65 · 66 · 68 · 69 · 70 · 71 · 72 · 73 · 74 · 75 · 76 (west) · 76 (oost) · 77 · 78 · 79 · 80 · 81 · 82 · 83 · 84 (west) · 84 (oost) · 85 · 86 (west) · 86 (oost) · 87 · 88 (west) · 88 (oost) · 89 · 90 · 91 · 93 · 94 · 95 · 96 · 97 · 99 · 165 · 238 · 265 · 277 · 278 · 287 · 355 · 390 · 465 · 485 · 565 · 684 · 787 · 790 · 865

Hawaii:
H-1 · H-2 · H-3  
Alaska:
A-1 · A-2 · A-3 · A-4  
Puerto Rico:
PR-1 · PR-2 · PR-3